# تمزق عضلات باطن الركبة
تمزق عضلات باطن الركبة أو إجهاد عضلات باطن الركبة هو تمزق العضلات والأوتار نتيجة انقباض العضلات المفاجئ الذي ينتج عن عدم التوافق بين مجموعة العضلات المتجانسة والمضادة أو حمل ثقل أكبر من قدرة العضلة، ويكون التمزق كلياً أو جزئياً ويحدث في أي جزء من العضلة، يحدث أحيانا أثناء مزاولة الرياضة حيث يؤدي إجهاد شديد مفاجيء لحدوث تمزق في بعض أنسجة العضلة. يشعر المرء عند حدوث التمزق العضلي بألم شديد مفاجيء مثل وخزة سكين، ويستمر الألم بحيث لا يستطيع المرء معه مداومة الحركة واستخدام تلك العضلة المصابة. يكون التمزق العضلي مصحوبا بنزيف داخلي في العضلة وتورم، ذلك بسبب حدوث تغير في بنية خلايا العضلة وتمزقها.
ينتج التمزق العضلي مثل نشأة الشد العضلي من نفس آلية الحركة ويختلفان فقط في درجة إصابة العضلة. وتحدث تلك الإصابات على الأخص للاعبي كرة القدم حيث يغيرون فجأة اتجاهات حركتهم ويقفزون ويكبحون حركتهم فجأة. ويعتقد خاطئا أن التمزق العضلي يحدث بتمزق في ليفة واحدة من الألياف العضلية إذ أن التمزق العضلي في الواقع يحدث لمجموعة كبيرة من الألياف العضلية (حزمة ألياف) مما ينتج عنه نزيف فيها. أما تمزق ليفة واحدة أو عدد قليل من الألياف العضلية فهو يحدث طبيعيا أثناء آداء التمرينات الرياضية ولا يشعر المرء بها.
الشد العضلي (الجزع) لا يكون مصحوبا بتمزق للعضلات ولكنه ناشيء عن شد عضلة بطريقة غير طبيعية أثناء حركة سريعة مفاجئة بتغير الاتجاه. فتحدث استطالة عضلية مفاجئة خصوصا لعضلات وأربطة القدم عندما ينثني القدم تحت ثقل الجسم، ويسمى هذا في العامية «انجزاع الرجل».
وللتمزق العضلى درجات هي :
1- الشد العضلي وهو شد لالياف العضلة إلى أكثر من معامل مطاطيتها اى أكثر من الحدود الفسيولوجية لمطاطية العضلة دون حدوث اى تمزق ولكن في حالة إذا تكرر تعرض العضلة إلى نفس المؤثر من الممكن ان يؤدي ذلك إلى تمزقها.
2- التمزق الميكروسكوبي : وهو تمزق في عدد بسيط من الألياف العضلية وحدوث شد عضلى شديد لعدد أكبر من الألياف العضلية ويصاحبه الم شديد ويجب في هذه الحالة تجنب اى محاوله لاستطالة العضلة لان ذلك من شأنه ان يزيد من الألياف المتمزقة.
3- التمزق الكامل : وهو تمزق كامل في جسم العضلة وهو نادر الحدوث في جسم العضلة نفسها ولكن من الممكن حدوثه في وتر العضلة وأكثر الأوتار عرضة للتمزق هو وتر اكيلس، والعدائين هم أكثر عرضة لهذه الإصابة ويصاحب التمزق الكلى عدم القدرة على تحريك العضلة أو الوتر اطلاقا مع وجود فجوة كبيرة مكان التمزق والم شديد وتورم وتغير في لون الجلد من الأحمر إلى الأزرق ثم الأصفر.

## الأعراض العامة وعلامات التمزق
- ألم حاد، وتتوقف شدته على قوة الإصابة ومكانها.
- فقد القدرة تماماً على الحركة بالنسبة للعضلة المصابة.
- وجود تجمع دموي بعد (48) ساعة.

## علاج التمزق العضلي

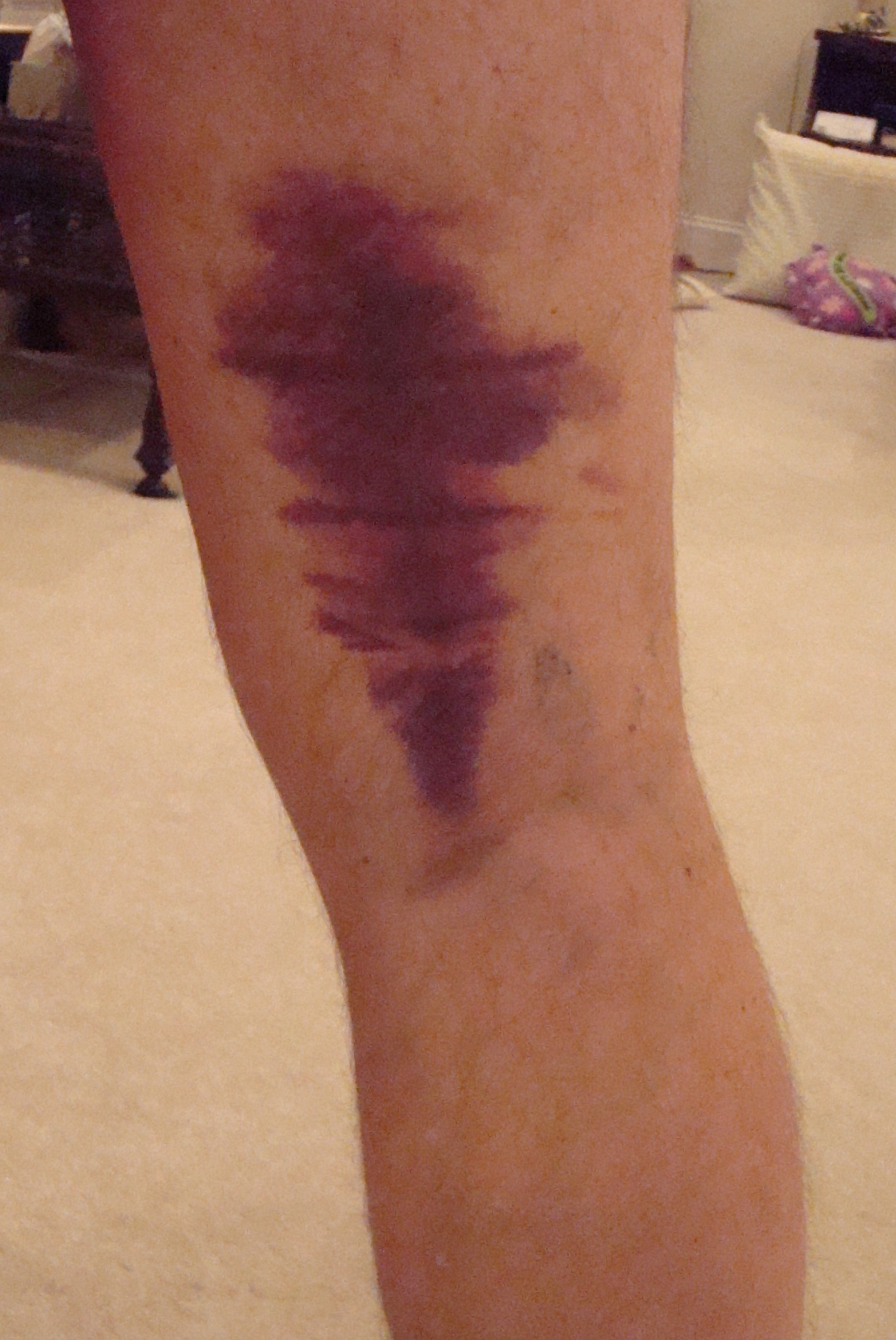
نزيف داخلي بسبب تمزق عضلي. الخطوط الأفقية من تأثير الرباط الضاغط.

علاج التمزق العضلي يمكن تلخيصه في عدة أمور:
- نقل المصاب خارج الملعب أو المكان الذي حدثت فيه الإصابة.
- إيقاف النزيف والتحكم في كمية التجمع الدموي باستخدام الكمادات الباردة.
- الراحة التامة للعضلة أو الوتر المصاب.
- عمل رباط ضاغط.
- التدليك الخفيف لغرض تنشيط الدورة الدموية ولتقصير مدة امتصاص الورم بعد (48) ساعة من الإصابة.
- استخدام الحرارة بعد عدة أيام لتقليل فترة العلاج.
- يراعى بعد تمام الالتئام التدرج بالحركات الحرة؛ لضمان عودة العضلة لحالتها الطبيعية.

وقد يلزم علاج التمزق العضلي عدة أسابيع أو عدة أشهر. وأحيانا يتخلف ندبات في العضلة مما يجعلها معرضة للإصابة ثانيا عند إجهاد شديد.